# Draft de l'NBA del 2013
El Draft de l'NBA de 2013 es va celebrar el 27 de juny de 2013 al Barclays Center de la ciutat de Brooklyn, Nova York.

## Primera Ronda
| Tria | Jugador                  | Posició | Nacionalitat | Equip NBA                                                                           | Universitat/Club                  |
| ---- | ------------------------ | ------- | ------------ | ----------------------------------------------------------------------------------- | --------------------------------- |
| 1    | Anthony Bennett          | AP      | Canadà       | Cleveland Cavaliers                                                                 | UNLV (Fr.)                        |
| 2    | Victor Oladipo           | ES      | Estats Units | Orlando Magic                                                                       | Indiana (Jr.)                     |
| 3    | Otto Porter              | A       | Estats Units | Washington Wizards                                                                  | Georgetown (So.)                  |
| 4    | Cody Zeller              | AP      | Estats Units | Charlotte Bobcats                                                                   | Indiana (So.)                     |
| 5    | Alex Len                 | P       | Ucraïna      | Phoenix Suns                                                                        | Maryland (So.)                    |
| 6    | Nerlens Noel             | P       | Estats Units | New Orleans Pelicans (traspassat a Philadelphia)                                    | Kentucky (Fr.)                    |
| 7    | Ben McLemore             | ES      | Estats Units | Sacramento Kings                                                                    | Kansas (Fr.)                      |
| 8    | Kentavious Caldwell-Pope | ES      | Estats Units | Detroit Pistons                                                                     | Georgia (So.)                     |
| 9    | Trey Burke               | B       | Estats Units | Minnesota Timberwolves (traspassat a Utah)                                          | Michigan (So.)                    |
| 10   | C. J. McCollum           | B       | Estats Units | Portland Trail Blazers                                                              | Lehigh (Sr.)                      |
| 11   | Michael Carter-Williams  | B       | Estats Units | Philadelphia 76ers                                                                  | Syracuse (So.)                    |
| 12   | Steven Adams             | P       | Nova Zelanda | Oklahoma City Thunder (des de Toronto via Houston)                                  | Pittsburgh (Fr.)                  |
| 13   | Kelly Olynyk             | P       | Canadà       | Dallas Mavericks (traspassat a Boston)                                              | Gonzaga (Jr.)                     |
| 14   | Shabazz Muhammad         | A       | Estats Units | Utah Jazz (traspassat a Minnesota)                                                  | UCLA (Fr.)                        |
| 15   | Iannis Adetokunbo        | A       | Grècia       | Milwaukee Bucks                                                                     | Filathlitikos (Grecia)            |
| 16   | Lucas Nogueira           | P       | Brasil       | Boston Celtics (traspassat a Atlanta via Dallas)                                    | Estudiantes (España)              |
| 17   | Dennis Schröder          | B       | Alemanya     | Atlanta Hawks                                                                       | Phantoms Braunschweig (Alemania)  |
| 18   | Shane Larkin             | B       | Estats Units | Atlanta Hawks (des de Houston via Brooklyn) (traspassat a Dallas)                   | Miami (FL) (So.)                  |
| 19   | Serguéi Karasiov         | ES      | Rússia       | Cleveland Cavaliers (des de L.A. Lakers)                                            | Triumph Lyubertsy (Rusia)         |
| 20   | Tony Snell               | A       | Estats Units | Chicago Bulls                                                                       | New Mexico (Jr.)                  |
| 21   | Gorgui Dieng             | P       | Senegal      | Utah Jazz (desde Golden State vía Brooklyn) (traspassat a Minnesota)                | Louisville (Jr.)                  |
| 22   | Mason Plumlee            | P       | Estats Units | Brooklyn Nets                                                                       | Duke (Sr.)                        |
| 23   | Solomon Hill             | A       | Estats Units | Indiana Pacers                                                                      | Arizona (Sr.)                     |
| 24   | Tim Hardaway, Jr.        | ES      | Estats Units | New York Knicks                                                                     | Michigan (Jr.)                    |
| 25   | Reggie Bullock           | ES      | Estats Units | Los Angeles Clippers                                                                | North Carolina (Jr.)              |
| 26   | André Roberson           | A       | Estats Units | Minnesota Timberwolves (desde Memphis vía Houston) (traspassat a Oklahoma City)     | Colorado (Jr.)                    |
| 27   | Rudy Gobert              | P       | França       | Denver Nuggets (traspassat a Utah)                                                  | Cholet Basket (Francia)           |
| 28   | Livio Jean-Charles       | A       | França       | San Antonio Spurs                                                                   | ASVEL Basket (Francia)            |
| 29   | Archie Goodwin           | ES      | Estats Units | Oklahoma City Thunder (traspassat a Phoenix via Golden State)                       | Kentucky (Fr.)                    |
| 30   | Nemanja Nedović          | B       | Sèrbia       | Phoenix Suns (des de Miami via Cleveland i L.A. Lakers) (traspassat a Golden State) | Lietuvos Rytas Vilnius (Lituània) |

## Segona Ronda
| Tria | Jugador           | Posició | Nacionalitat              | Equip NBA                                                                   | Universitat/Club                |
| ---- | ----------------- | ------- | ------------------------- | --------------------------------------------------------------------------- | ------------------------------- |
| 31   | Allen Crabbe      | ES      | Estats Units              | Cleveland Cavaliers (des de Orlando) (traspassat a Portland)                | Califòrnia (Jr.)                |
| 32   | Álex Abrines      | ES      | Illes Balears             | Oklahoma City Thunder (desde Charlotte via Oklahoma City, Boston i Houston) | FC Barcelona (Catalunya)        |
| 33   | Carrick Felix     | ES      | Estats Units              | Cleveland Cavaliers                                                         | Arizona State (Sr.)             |
| 34   | Isaiah Canaan     | B       | Estats Units              | Houston Rockets (des de Phoenix)                                            | Murray State (Sr.)              |
| 35   | Glen Rice, Jr.    | ES      | Estats Units              | Philadelphia 76ers (des de New Orleans, traspassat a Washington)            | Rio Grande Valley Vipers (NBDL) |
| 36   | Ray McCallum, Jr. | B       | Estats Units              | Sacramento Kings                                                            | Detroit (Jr.)                   |
| 37   | Tony Mitchell     | AP      | Estats Units              | Detroit Pistons                                                             | North Texas (So.)               |
| 38   | Nate Wolters      | B       | Estats Units              | Washington Wizards (traspassat a New Orleans)                               | South Dakota State (Sr.)        |
| 39   | Jeff Withey       | P       | Estats Units              | Portland Trail Blazers (des de Minnesota via Cleveland i Boston)            | Kansas (Sr.)                    |
| 40   | Grant Jerrett     | AP      | Estats Units              | Portland Trail Blazers                                                      | Arizona (Fr.)                   |
| 41   | Jamaal Franklin   | ES      | Estats Units              | Memphis Grizzlies (des de Toronto via Dallas i Toronto)                     | San Diego State (Jr.)           |
| 42   | Pierre Jackson    | B       | Estats Units              | Philadelphia 76ers (traspassat a New Orleans)                               | Baylor (Sr.)                    |
| 43   | Ricky Ledo        | ES      | Estats Units              | Milwaukee Bucks                                                             | Providence (Fr.)                |
| 44   | Mike Muscala      | P       | Estats Units              | Dallas Mavericks (traspassat a Atlanta)                                     | Bucknell (Sr.)                  |
| 45   | Marko Todorovic   | AP      | Montenegro                | Portland Trail Blazers (desde Boston)                                       | FC Barcelona (España)           |
| 46   | Erick Green       | B       | Estats Units              | Utah Jazz                                                                   | Virginia Tech (Sr.)             |
| 47   | Raulzinho Neto    | B       | Brasil                    | Atlanta Hawks                                                               | Lagun Aro GBC (España)          |
| 48   | Ryan Kelly        | AP      | Estats Units              | Los Angeles Lakers                                                          | Duke (Sr.)                      |
| 49   | Erik Murphy       | AP      | Estats Units/ · Finlàndia | Chicago Bulls                                                               | Florida (Sr.)                   |
| 50   | James Ennis       | A       | Estats Units              | Miami Heat (desde Atlanta)                                                  | Long Beach State (Sr.)          |
| 51   | Romero Osby       | AP      | Estats Units              | Orlando Magic (desde Denver)                                                | Oklahoma (Sr.)                  |
| 52   | Lorenzo Brown     | B       | Estats Units              | Minnesota Timberwolves (desde Brooklyn)                                     | NC State (Jr.)                  |
| 53   | Colton Iverson    | P       | Estats Units              | Indiana Pacers (traspassat a Boston)                                        | Colorado State (Sr.)            |
| 54   | Arsalan Kazemi    | AP      | Iran                      | Washington Wizards (des de New York)                                        | Oregon (Sr.)                    |
| 55   | Joffrey Lauvergne | P       | França                    | Memphis Grizzlies (traspassat a Denver)                                     | Partizan Belgrad (Serbia)       |
| 56   | Peyton Siva       | B       | Estats Units              | Detroit Pistons (desde L.A. Clippers)                                       | Louisville (Sr.)                |
| 57   | Alex Oriakhi      | P       | Estats Units              | Phoenix Suns (desde Denver vía LA Lakers)                                   | Missouri (Sr.)                  |
| 58   | Deshaun Thomas    | A       | Estats Units              | San Antonio Spurs                                                           | Ohio State (Jr.)                |
| 59   | Bojan Dubljević   | AP      | Montenegro                | Minnesota Timberwolves (desde Oklahoma City)                                | Valencia Basket (España)        |
| 60   | Jānis Timma       | A       | Letònia                   | Memphis Grizzlies (desde Miami)                                             | BK Ventspils (Letonia)          |